# Animal Crossing: New Horizons
Animal Crossing: New Horizons  (あつまれ どうぶつの森 , Atsumare Dōbutsu no Mori) är ett simulationsspel som utvecklats och publicerats av Nintendo för spelkonsolen Nintendo Switch. Spelet släpptes 20 mars 2020. New Horizons är det femte spelet som släppts i Animal Crossing-serien.
Spelaren tar rollen som en mänsklig karaktär vars utseende går att ändra. I början av spelet flyttar karaktären och flera antropomorfiska djur till en öde ö. Spelaren kan utveckla öns infrastruktur genom att till exempel samla in material för att en affär ska kunna byggas. Med tiden kan spelaren låsa upp fler funktioner som gör det möjligt att dekorera och ändra ön på olika sätt.

## Spelupplägg
I början av spelet får spelaren välja namn och utseende åt sin karaktär, samt välja en ö för karaktären att flytta till. Ön kan ligga antingen i den södra eller norra hemisfären, beroende på vad spelaren väljer. Spelaren får också bestämma vad ön ska heta. 
Väl på ön möts spelaren av flera antropomorfiska djur. Tom, Timmy och Tommy är alla tanukis som jobbar på ön och har arrangerat resan och boende för spelaren. Genast är spelaren i skuld till Tom, vilket spelaren kan betala av med så kallade Nook Miles. När första skulden är betald kan spelaren be om att expandera sitt boende för ytterligare kostnader som då måste betalas i spelets valuta, så kallade Bells.
Sedan kommer spelaren uppmanas till att samla in olika byggmaterial, frukt, fisk och insekter. För att kunna göra detta måste spelaren bygga verktyg som bland annat yxa, insektsnät och metspö. Med material som trä, järn och sten kan verktygen förbättras. Materialen kan också kombineras på olika sätt för att skapa dekorativa eller funktionella objekt.
Om spelaren uppfyller vissa kriterier kommer en butik och en klädaffär att byggas på ön. Ibland kommer olika djur på besök för att sälja saker utanför öns servicekontor.
Det finns ett museum på ön som tar emot fisk, insekter, fossiler och konst. Fossiler hittar spelaren genom att gräva med en spade i marken. Spelaren kan köpa både äkta och falsk konst av en räv som heter Redd. Äkta konst kan doneras till museet.
Spelet går i realtid, och ön har begränsat med resurser varje dag. Med Nook Miles kan spelaren köpa en biljett för att åka till en annan ö där det finns fler resurser. Ibland finns även ett djur på en sådan ö, som spelaren då kan erbjuda att flytta till den egna ön.
Spelaren kan sälja det som hen samlar in för Bells. Bells kan användas för att betala av skulder till Tom, eller för att köpa olika saker i affärerna eller av förbipasserande försäljare.
Det går bara att ha en ö per Switch. Alla som spelar New Horizons på samma konsol, delar därför ö med varandra. Det går även att bjuda in andra spelare till sin ö, och vice versa genom att parkoppla flera konsoler, eller genom att spela via internet.

## Uppdateringar
Eftersom spelet är baserat på hur naturen ändras med årstiderna uppdateras New Horizons frekvent. De flesta uppdateringarna är löst baserade på antingen helgdagar världen om, t.ex. "Turkey day" (Thanksgiving) eller "Toy Day" (Jul) eller säsongsbetonade som att på våren blommar körsbärsträden och blombladen faller och går att använda i olika hantverk. Utöver detta har Nintendo även släppt serier med dekorationer och kläder från annan populärmedia t.ex. SuperMario relaterat när spelserien fyllde 35 år. 
I oktober 2021 kom en New Horizons-fokuserad Nintendo Direct där Nintendo avslöjade att 2.0-versionen av spelet skulle släppas månaden därpå. 2.0-versionen skulle bli den sista stora uppdateringen av spelet och innehöll bl.a. återkomsten av karaktärer från tidigare spel som Kapp'n och Brewster. Utöver detta tillkom även nya möbler, nya djurkaraktärer och även möjligheten att laga mat. Dessutom hade Nintendo även skapat ett expansionspaket som hette "Animal Crossing: New Horizons - Happy Home Paradise". Precis som i spinoffen från 2015 låter expansionen spelare åka till andra paradisöar för att designa semesterhem åt djurkaraktärer. Under spelets gång lär spelaren sig nya designtekniker som sedan går att använda hemma på den egna ön. 2.0-versionen släpptes 3 november 2021 och Happy Home Paradise-expansionen släpptes 5 november 2021.

## Kuriosa
- Karaktären Chai heter i den japanska versionen Fika, vilket sannolikt är en referens till det svenska ordet fika då karaktären bland annat har en tekopp på huvudet.[10]
- Under vissa tider på året kan spelaren köpa en midsommarstång.[11]